# Liste von Jazzmusikern/I
| Abk.  | Instrument           |
| ----- | -------------------- |
| acc   | Akkordeon            |
| acl   | Altklarinette        |
| afl   | Altflöte             |
| arr   | Arrangement          |
| as    | Altsaxophon          |
| b     | Bass                 |
| bar   | Baritonsaxophon      |
| bcl   | Bassklarinette       |
| bjo   | Banjo                |
| bl    | Bandleader           |
| bo    | Bongo                |
| bs    | Basssaxophon         |
| cl    | Klarinette           |
| clo   | Cello                |
| comp  | Komponist            |
| cond  | Dirigent             |
| cor   | Kornett              |
| dr    | Schlagzeug           |
| eh    | Englischhorn         |
| ep    | Elektronisches Piano |
| fg    | Fagott               |
| fl    | Flöte                |
| flh   | Flügelhorn           |
| frh   | Frenchhorn           |
| gisy  | Gitarrensynthesizer  |
| git   | Gitarre              |
| gl    | Glockenspiel         |
| har   | Mundharmonika        |
| harp  | Harfe                |
| kb    | Kontrabass           |
| keyb  | Keyboard             |
| lyra  | Lyra                 |
| mando | Mandoline            |
| mar   | Marimba              |
| obo   | Oboe                 |
| org   | Orgel                |
| p     | Piano                |
| perc  | Perkussion           |
| picb  | Piccolobass          |
| pictp | Piccolotrompete      |
| reeds | Holzblasinstrumente  |
| sax   | Saxophon             |
| ss    | Sopransaxophon       |
| syn   | Synthesizer          |
| tb    | Tuba                 |
| th    | Tenorhorn            |
| tp    | Trompete             |
| trb   | Posaune              |
| ts    | Tenorsaxophon        |
| tt    | Turntables           |
| vib   | Vibraphon            |
| viola | Viola                |
| vl    | Violine              |
| voc   | Gesang               |

Diese Liste ist eine Unterseite der Liste von Jazzmusikern.

## Ia – In
- Adrián Iaies p
- Lucia Ianniello tp
- Fabien Iannone kb, syn, perc
- Susie Ibarra dr
- Abdullah Ibrahim (Dollar Brand) p
- Hideo Ichikawa p
- Akitoshi Igarashi as
- Taketoshi Igarashi dr
- Klaus Ignatzek p, comp
- Sonny Igoe dr
- Mikko Iivanainen git
- Yoshio Ikeda kb, comp
- Robert Ikiz dr, comp
- Aili Ikonen voc, comp, bl
- Kari Ikonen p, ep, moog, comp
- Dieter Ilg kb
- Wessel Ilcken dr
- James Ilgenfritz kb
- Charlotte Illinger voc, comp
- Diego Imbert b
- Raphaël Imbert as, bcl, ts, sax, p, ss, cl
- Nils Imhorst kb, b, comp
- Paul Imm kb
- Nino Impallomeni tp
- Kunimitsu Inaba kb
- Jiro Inagaki sax, comp, arr
- Peter Ind kb
- John Pål Inderberg sax
- Sonja Indin voc, comp
- Eric Ineke dr
- David Ingamells dr
- Edward Frederick Inge cl
- Keith Ingham p, cel, arr
- Don Ingle trb
- Jean-Marie Ingrand kb
- Mikko Innanen sax, cl
- Nobuyoshi Ino kb
- Keizo Inoue as, acl, cl, comp
- Toshihiko Inoue sax
- Yuichi Inoue p
- Ayn Inserto arr, comp, cond
- Cosmo Intini p
- Carmen Intorre dr
- Enrico Intra p, comp, cond, arr

## Io – Iz
- Konstantin Ionenko kb
- Walter Iooss kb
- Jon Irabagon sax
- Christoph Irniger ts, comp
- Sherman Irby as, ss, cl, fl
- Christoph Irmer vl
- Charlie Irvis trb
- Cecil Irwin sax, cl, arr
- Dennis Irwin kb, cl
- Mark Isham tp, bl
- Ayumi Ishito ts
- Vernon Isaac vib, ts, cl, bl
- Ike Isaacs (Gitarrist) git
- Ike Isaacs (Bassist) kb, tp, Sousaphon
- Mark Isaacs p
- Dmitry Ishenko kb
- Yvan Ischer ts, as
- Akira Ishikawa dr
- Hajime Ishimatsu dr
- Nabaté Isles tp
- Frank Isola dr
- Yoron Israel dr, vib, perc, comp
- Chuck Israels kb, comp
- Ludivine Issambourg fl, comp
- Terje Isungset, perc, comp
- Fumio Itabashi p, perc
- Hiroshi Itaya trb
- Katsuyuki Itakura p
- Didier Ithursarry acc
- Takashi Itani dr, perc
- Shinobu Ito git
- Yumi Ito voc, p, glockenspiel, arr, comp
- Pedro Iturralde ts, cl
- Frank Itt b
- Marina Iten as, ss, comp
- Alexandra Ivanova p, comp
- Predrag Ivanović tp, voc, arr, comp, bl
- Srđan Ivanović dr, comp, bl
- Anne Mette Iversen b, comp
- Carl Morten Iversen b
- Einar Iversen p
- Ethan Iverson p
- Emil Iwring vln
- Vijay Iyer p, vl, comp
- Aaron Izenhall tp
- David Izenzon kb
- Ricardo Izquierdo ts, ss, as, bcl, cl
- Mark Izu kb